# 비토르 올리베이라
비토르 마누엘 카르발류 올리베이라(포르투갈어: Vítor Manuel Carvalho Oliveira, 2000년 3월 15일 ~ )는 흔히 비티냐(포르투갈어: Vitinha)라는 이름으로 알려져 있는 포르투갈의 축구 선수이다. 그의 포지션은 공격수로, 현재 이탈리아 세리에 A의 제노아에서 활약하고 있다.

## 클럽 경력

### 브라가
올리베이라는 브라가현 카베세이라드바스투에서 태어났다. 성인팀 첫 시즌인 2020-21 시즌에, 그는 브라가의 3부 리그 리저브 팀 소속으로 11경기에 출전해 9골을 기록했다.
2021년 1월 18일, 올리베이라는 2024년까지 프로 계약을 맺었다. 2월 28일, 그는 2-1로 이긴 나시오날과의 원정 경기에서 아벨 루이스와 막판에 교체 투입 되어 프리메이라리가와 1군 데뷔전을 치렀다.
올리베이라는 2021년 10월 25일, 질 비센트와의 경기에서 포르투갈 1부 리그 첫 골을 기록했는데, 이 골은 이날의 유일한 골이자 결승골이었다. 다음 달, 그는 6-0으로 이긴 산타 클라라와의 타사 드 포르투갈 4라운드 경기에서 4골을 넣었고, 경기 시작 15분 만에 해트트릭을 달성했다.
2021년 12월 30일, 올리베이라는 6-0으로 이긴 아로카와의 원정 경기에서 전반전에 3골을 넣었다. 이듬해 3월 10일, 2-0으로 이긴 모나코와의 UEFA 유로파리그 16강 경기에서 루이스와 교체 투입 되어 89분에 팀의 두 번째 골인 헤딩골을 넣었다.
2022년 10월 13일, 올리베이라는 3-3으로 비긴 위니옹 생질루아즈와의 유로파리그 조별 리그 원정 경기에서 3골을 넣었다.

### 마르세유
2023년 1월 이적 시장 마지막 날, 올리베이라는 마르세유와 4년 6개월 계약을 맺었다, €32M의 이적료는 브라가가 3년 전에 프란시스쿠 트링캉을 바르셀로나로 이적시키며 기록한 €31M을 경신한 최고 이적료 수입이다. 그는 2월 5일, 3-1으로 패한 니스와의 홈경기에서 전반전을 소화하며 리그 1 데뷔전을 치렀다. 4월 16일, 그는 3-1로 이긴 스타드 벨로드롬에서 열린 트루아와의 경기에서 마르세유 소속으로 데뷔골을 기록했다.

## 국가대표팀 경력
2021년 11월 16일, 올리베이라는 6-0으로 이긴 키프로스와의 2023년 UEFA U-21 축구 선수권 대회 예선전에서 곤살루 하무스와 교체 투입 되어 포르투갈 U-21 대표팀 데뷔전을 치렀다. 그는 예선전에서 5-1으로 이긴 벨라루스와의 원정 경기에서 1골과, 9-0으로 이긴 리히텐슈타인과의 원정 경기에서 멀티골을 기록했다.
2022년 10월, 올리베이라는 카타르에서 열리는 2022년 FIFA 월드컵의 55인 예비 명단에 이름을 올렸다.

## 플레이스타일
공을 보호하고 돌아서 골문을 공격하는 데 탁월한 체력을 갖춘 완전한 공격수인 올리베이라는 공의 유무에 관계없이 속도와 기동력, 좋은 위치 감각을 보유하고 있다.

## 수상 내역
브라가
- 타사 드 포르투갈: 2020–21[20]